# Taxi Driver (MTV Unplugged)
Taxi Driver (MTV Unplugged) è il primo album dal vivo del rapper italiano Rkomi, pubblicato il 24 settembre 2021 dall'etichetta discografica Island Records.

## Descrizione
La raccolta contiene i brani dell'album Taxi Driver con l'aggiunta di pezzi più datati come Apnea e Mai più e la cover di Ridere di te, brano di Vasco Rossi insieme a Visti dall'alto, ed è stato registrato il 22 settembre 2021 al teatro Carcano di Milano. In Italia, prima di Rkomi, a partecipare a MTV Unplugged sono stati Giorgia, Alex Britti e i Negrita successivamente.
Nella versione inclusa nel cofanetto pubblicato a seguito della partecipazione al Festival di Sanremo 2022, la tracklist vede l'aggiunta in apertura di Insuperabile, brano presentato alla kermesse, e La coda del diavolo in duetto con Elodie.

## Tracce
Testi di Mirko Martorana, eccetto dove indicato.
1. Cancelli di mezzanotte (MTV Unplugged) (feat. Chiello) – 3:19 (testo: Mirko Martorana, Rocco Modello – musica: Pablo Miguel Lombroni Capalbo, Luca Faraone)
2. Apnea (MTV Unplugged) – 3:25 (musica: Carlo Luigi Coraggio)
3. Partire da te (MTV Unplugged) (feat. Madame) – 3:45 (testo: Mirko Martorana, Alessandro Mahmoud, Francesca Calearo – musica: Francesco Catitti, Umberto Odoguardi)
4. 10 ragazze (MTV Unplugged) (feat. Ernia) – 3:07 (testo: Mirko Martorana, Matteo Professione – musica: Simone Benussi)
5. Diecimilavoci (MTV Unplugged) (feat. Ariete) – 2:38 (testo: Mirko Martorana, Arianna Del Giaccio – musica: Pablo Miguel Lombroni Capalbo, Luca Faraone, Nicolò Scalabrin)
6. Ridere di te (MTV Unplugged) – 4:17 (testo: Vasco Rossi – musica: Maurizio Solieri)
7. Luna piena (MTV Unplugged) (feat. Irama e Shablo) – 2:38 (testo: Mirko Martorana, Filippo Maria Fanti – musica: Pablo Miguel Lombroni Capalbo, Luca Faraone, Nicolò Scalabrin)
8. Mare che non sei (MTV Unplugged) (feat. Gaia) – 2:45 (testo: Mirko Martorana, Gaia Gozzi – musica: Pablo Miguel Lombroni Capalbo, Luca Faraone, Simone Privitera)
9. Paradiso vs. Inferno (MTV Unplugged) (feat. Roshelle) – 2:30 (testo: Mirko Martorana, Rossella Discolo – musica: Pablo Miguel Lombroni Capalbo, Nicolò Scalabrin, Diego Frabetti)
10. Nuovo range (MTV Unplugged) (feat. Sfera Ebbasta e Junior K) – 3:08 (testo: Mirko Martorana, Gionata Boschetti – musica: Umberto Odoguardi, Nicolò Scalabrin)
11. Me o le mie canzoni? (MTV Unplugged) – 2:51 (testo: Mirko Martorana, Flavio Bruno Pardini – musica: Federico Nardelli, Luca Pace)
12. Ho spento il cielo (MTV Unplugged) (feat. The Night Skinny) – 3:11 (testo: Mirko Martorana, Tommaso Paradiso – musica: Dario Faini)
13. Visti dall'alto (MTV Unplugged) (feat. Dardust) – 3:17 (musica: Dario Faini)
14. Mai più (MTV Unplugged) – 3:23 (musica: Pablo Miguel Lombroni Capalbo, Paride Galimi)
15. Taxi Driver (MTV Unplugged) – 3:22 (musica: Pablo Miguel Lombroni Capalbo, Luca Faraone)

Tracce bonus nell'edizione digitale di febbraio 2022
1. Insuperabile (MTV Unplugged) – 2:46 (testo: Mirko Martorana, Alessandro La Cava – musica: Mirko Martorana, Alessandro La Cava, Francesco Catitti)
2. La coda del diavolo (MTV Unplugged) (con Elodie) – 3:01 (testo: Mirko Martorana, Davide Petrella – musica: Alessandro Pulga, Stefano Tognini, Dario Faini)